# Förgasare (medicin)
Förgasare används inom vården för att förgasa vätskor som skall användas inom anestisin, till exempel lustgas. I förgasaren förgasas vätskan och ett överskott av den tillförs gasblandningen som skall inandas. Överskottet andas sedan ut via ett överskottsutsug. Förgasarna måste kalibreras för att fungera optimalt.